# غانثر ميتز
غانثر ميتز (بالألمانية: Gunther Metz)‏ (8 أغسطس 1967 في ألمانيا - ) هو مدرب كرة قدم ولاعب كرة قدم ألماني في مركز الدفاع. شارك مع منتخب ألمانيا تحت 21 سنة لكرة القدم. أما مع النوادي، فقد لعب مع نادي كارلسروه ونادي كايزرسلاوترن.

## وصلات خارجية
- غانثر ميتز على موقع الاتحاد الدولي (مؤرشف)  (الإنجليزية)
- غانثر ميتز على موقع قاعدة بيانات كرة القدم.إي يو (الإنجليزية)
- غانثر ميتز على موقع عالم كرة القدم.نت (الإنجليزية)